# Individuelle Altersrückstellungen
Das Konzept der individuellen Altersrückstellungen stellt den Versuch dar, im Markt für Versicherungen mit lebenslanger Laufzeit und Kapitaldeckung, also etwa in der privaten Krankenversicherung oder der privaten Pflegeversicherung in Deutschland Wettbewerb auch um Bestandskunden zu ermöglichen. Wissenschaftler, die sich für dieses Konzept einsetzen, sind Johann Eekhoff von der Universität zu Köln und Peter Oberender von der Universität Bayreuth.

## Berechnung
Die individuellen Altersrückstellungen (IAR) berechnen sich anhand der zukünftigen Kosten, die ein Versicherter erwartungsgemäß verursachen wird, abzüglich der zukünftig erwarteten Prämieneinnahmen der Versicherung durch den Versicherten. Alternativ können die IAR auch als maximaler Preis bezeichnet werden, den eine Versicherung bereit ist, an eine andere Versicherung zu zahlen, damit diese den Versicherten aufnimmt.
Da bei der Berechnung der Höhe der IAR Erwartungsgrößen einfließen, lassen sich diese nicht objektiv bestimmen. Jedoch kann trotz Unsicherheiten der gewünschte Wettbewerb eintreten, solange bei allen Versicherungen des Marktes Unsicherheit besteht und keine asymmetrische Informationsverteilung vorliegt.

## Abgrenzung zu durchschnittlichen Altersrückstellungen
Durchschnittliche Altersrückstellungen bzw. rechnungsmäßige Altersrückstellungen berechnen sich nicht wie die IAR zukunftsbezogen, sondern vergangenheitsbezogen. Es werden also die angesparten Rückstellungen unabhängig vom individuellen Risiko zu gleichen Teilen auf die Versicherten einer Alterskohorte verteilt.
Auf einem Versicherungsmarkt, in dem durchschnittliche Altersrückstellungen übertragen werden, kann es zu massiver Risikoselektion kommen, weil es für Versicherungen rentabel sein kann, niedrige Risiken abzuwerben, welche im Falle eines Wechsels, gemessen an den zukünftig erwarteten Kosten, zu hohe Altersrückstellungen mitbringen. Es kann also passieren, dass in einem solchen Markt ein Wettbewerb um die besten bzw. niedrigsten Risiken entsteht statt um die beste und kosteneffizienteste Versorgung der Versicherten.

## Verhinderung von Risikoselektion durch IAR
Gemäß der beschriebenen Berechnungsmethode werden hohen Risiken, im Gegensatz zum Fall durchschnittlicher Altersrückstellungen, höhere IAR gutgeschrieben als niedrigen Risiken. Damit ist es für keine Versicherung rentabel, niedrige Risiken anderer Versicherungen abzuwerben, da diese nur eine entsprechend geringere IAR mitbringen und somit bei gleicher Effizienz von abgebender und aufnehmender Versicherung kein Gewinn zu erzielen ist. Gewinne können Versicherungen in einem so ausgestalteten Markt also nur dann steigern, wenn sie Versicherte aufgrund einer kostengünstigeren Versorgung bei gleicher Qualität oder aufgrund einer gleichteuren Versorgung bei höherer Qualität anlocken können.

## Summenregel
Die sogenannte Summenregel besagt, dass die Summe der IAR gleich der Summe der kollektiven Altersrückstellungen bzw. der Summe der durchschnittlichen Altersrückstellungen sein muss.
Diese Regel ist deshalb nötig, weil damit verhindert werden kann, dass eine Versicherung bei gleichen Prämien durch Absenkung der Versorgungsqualität, und damit sinkenden zukünftig erwarteten Kosten, die zu übertragenden IAR senkt, um so im Falle eines Wechsels des Versicherten einen Gewinn zu erzielen.
Außerdem ist ohne die Summenregel eine Situation denkbar, in der es für eine Versicherung rentabler sein, kann gar keine Altersrückstellungen zu übertragen. Dies ist etwa dann der Fall, wenn der Gewinn der zurückgelassenen Altersrückstellungen von autonomen Wechslern, welche trotz der finanziellen Verlusts durch Zurücklassung der Altersrückstellung wechseln, höher ist als der zu erzielende Gewinn bei Übertragung der richtigen IAR, die sich aus der Aufteilung des finanziellen Wechselvorteils bei effizienterer Versorgung zwischen abgebender und aufnehmender Versicherung ergeben.

## Politische Umsetzbarkeit
In den am 3. Juli 2006  vereinbarten Eckpunkten zur Gesundheitsreform war die Übertragung individueller Altersrückstellungen für die private Krankenversicherung (PKV) vorgesehen. Im Laufe des Gesetzgebungsverfahrens, welches in dem am 1. April 2007 in Kraft getretenen GKV-WSG mündete, wurde dies jedoch geändert, so dass am Ende die Übertragung durchschnittlicher Altersrückstellungen beschlossen wurde.